# Вишовате (Вармінсько-Мазурське воєводство)
Вишовате (пол. Wyszowate, нім. Wissowatten) — село в Польщі, у гміні Мілки Гіжицького повіту Вармінсько-Мазурського воєводства.
Населення — 197 осіб (2011).

## Демографія
Демографічна структура станом на 31 березня 2011 року:
|          | Загалом | Допрацездатний вік | Працездатний вік | Постпрацездатний вік |
| -------- | ------- | ------------------ | ---------------- | -------------------- |
| Чоловіки | 100     | 26                 | 63               | 11                   |
| Жінки    | 97      | 19                 | 49               | 29                   |
| Разом    | 197     | 45                 | 112              | 40                   |